# Kationty IV. třídy
Kationty IV. třídy je skupina kationtů sulfanové zkoušky srážecí analýzy. Do IV. třídy patří Ba2+, Sr2+ a Ca2+. Skupinové srážecí činidlo jsou alkalické uhličitany.

## Reakce

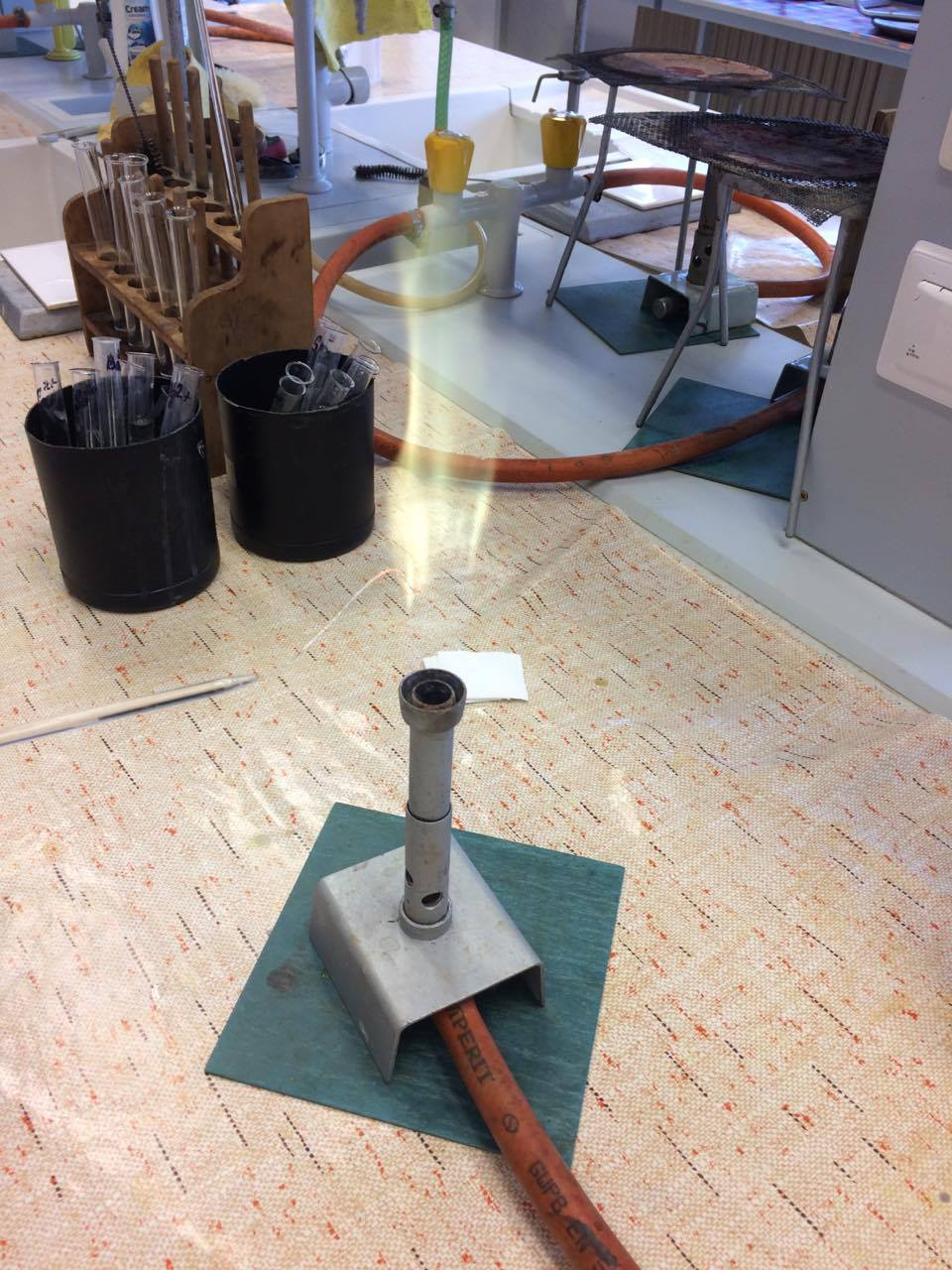
Plamenová zkouška kationtu Ba^{2+}

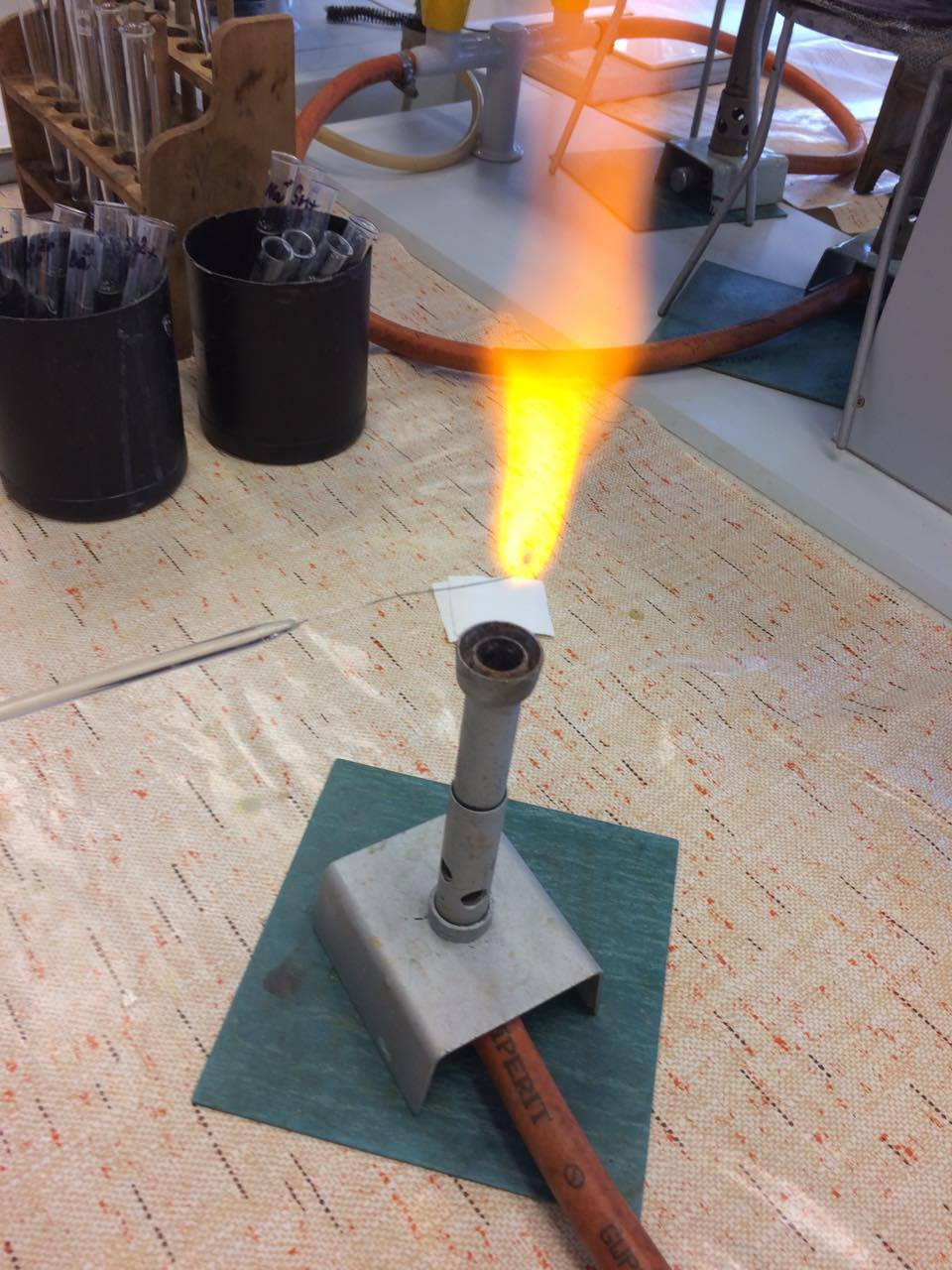
Plamenová zkouška kationtu Ca^{2+}

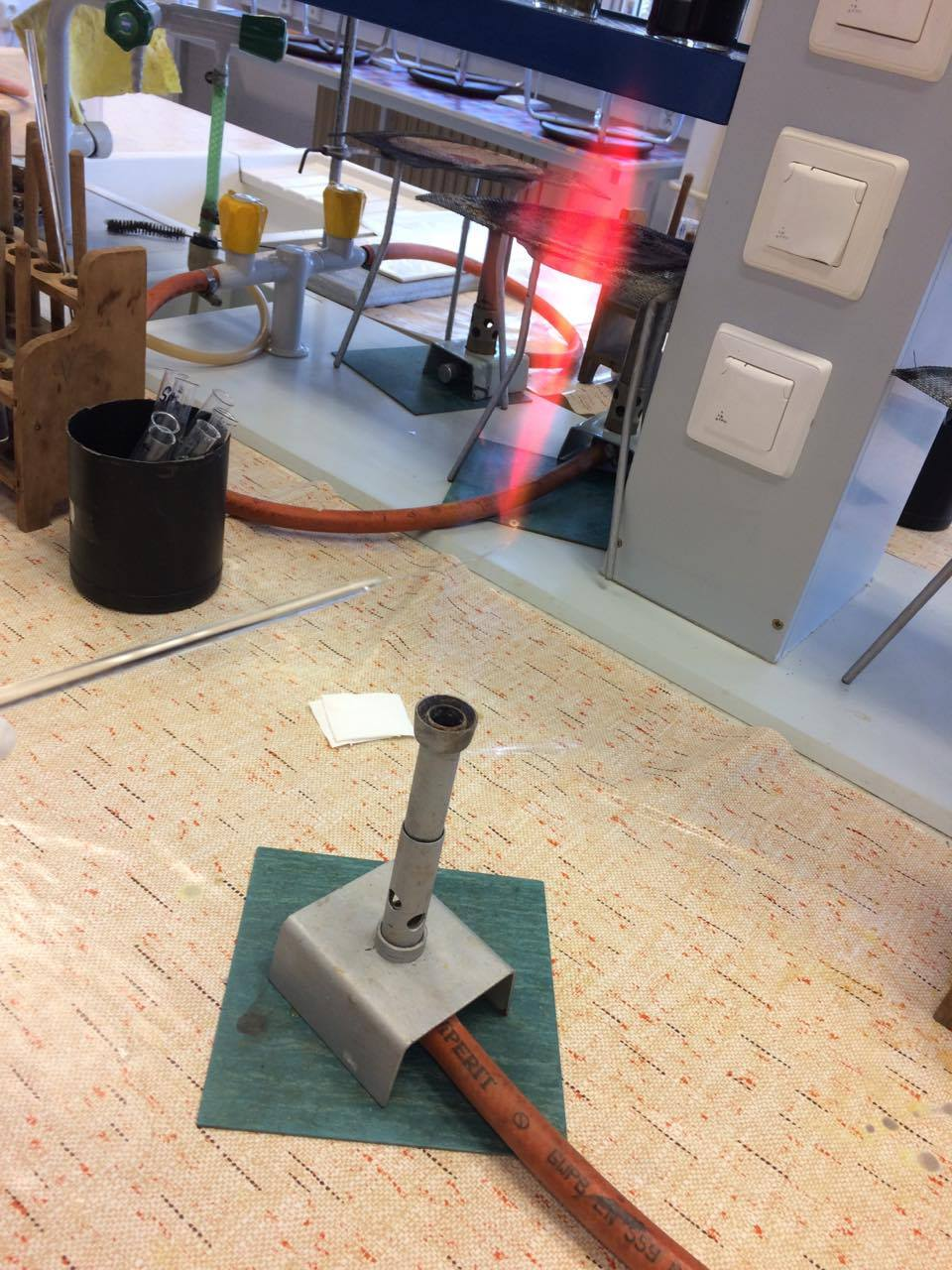
Plamenová zkouška kationt Sr^{2+}

### Reakce s K2CrO4
Ba2+ – Sráží žlutou sraženinu BaCrO4, která je nerozpustná v kyselině octové.
- Nesráží se s Cr2O72−
Sr2+- Sráží žlutý SrCrO4,
- Sráží se s Cr2O72−
Ca2+ – Nereaguje

### Reakce se sádrovou vodou (CaSO4)
Ba2+ – Sráží okamžitě bílou sraženinu.
Sr2+ – Reakce je pomalejší a méně intenzivní.
Ca2+ – Nereaguje.

### Reakce s (COOH)2
Ba2+ – Nereaguje.
Sr2+ – Vzniká bílá sraženina, reakce probíhá pomalu.
Ca2+ – Sráží okamžitě bílou sraženinu.

### Plamenné zkoušky
Ba2+ – Barví plamen do zelené barvy.
Sr2+ – Barví plamen do  karmínově červené.
Ca2+ – Barví plamen do cihlově červené.